# Prophantis androstigmata
Prophantis androstigmata is een vlinder uit de familie van de grasmotten (Crambidae), uit de onderfamilie van de Spilomelinae. De wetenschappelijke naam van deze soort is voor het eerst voorgesteld als Thliptoceras androstigmata door George Francis Hampson in een publicatie uit 1918.
De soort komt voor in Indonesië (Papoea), Papoea-Nieuw-Guinea en  Australië.